# The Real Cancun
The Real Cancun é um filme de realidade americano de 2003 realizado por Rick de Oliveira e escrito por Brian Caldirola. Inspirado no género reality television, este filme seguiu as vidas de dezasseis americanos de 13-23 de março de 2003, quando celebraram as férias da Primavera em Cancún e experimentaram relações românticas, conflitos emocionais, ou apenas se divertiram.
O filme recebeu críticas negativas e foi um fracasso de bilheteira, ganhando um pouco mais de 5 milhões de dólares nos Estados Unidos com um orçamento de 7,5 milhões. A maior parte do elenco do filme voltou à obscuridade geral após o seu lançamento, com excepção de Laura Ramsey, que lançou uma carreira de actriz.

## Sinopse
Inspirado na reality TV, este filme segue as vidas de 16 americanos de 13 a 23 de março de 2003, enquanto celebram as suas férias de Primavera (springbreak) em Cancún, México, e experimentam o romance, o conflito emocional, ou apenas a simples diversão.

## Detalhes técnicos
- Título do filme: The Real Cancun
- Director: Rick de Oliveira
- Produção: Mary-Ellis Bunim e Jonathan Murray para a New Line Cinema e FilmEngine
- País de origem: Estados Unidos da América
- Formato: Cor - 1.85:1 - 35 mm
- Género: documentário
- Tempo de funcionamento: 95 minutos

## Box-office
O filme custou 3.825.000 dólares nos EUA e 1.520.000 dólares no estrangeiro, bem abaixo do seu custo de produção de 7.500.000 dólares.
Foi amplamente considerado um fracasso de bilheteira e foi nomeado para o Pior Filme nos Prémios Razzie 2003.
No entanto, o filme é notável por várias razões. Foi lançado em teatros apenas um mês após a conclusão das filmagens, e lançado em DVD e vídeo apenas cerca de dois meses depois disso, marcando um dos lançamentos mais rápidos em DVD desde a produção até ao lançamento em vídeo. O filme é também notável por ser um dos primeiros filmes a mostrar sexo não simulado entre actores, embora nada de explícito seja mostrado no ecrã. O lançamento do DVD continha filmagens adicionais, mas o produtor optou por não incluir quaisquer imagens explicitamente pornográficas. Uma das sequências mais memoráveis foi quando um dos turistas foi picado por uma alforreca durante um bungee jumping.
Algumas notícias rápidas dos meios de comunicação social sugeriram que este filme era um subproduto cinematográfico da série The Real World da MTV, mas na realidade não existe uma ligação directa entre as duas produções.
1. ↑  «The Real Cancun». TVGuide.com (em inglês). Consultado em 26 de dezembro de 2021